# Józef Bach (wojskowy)

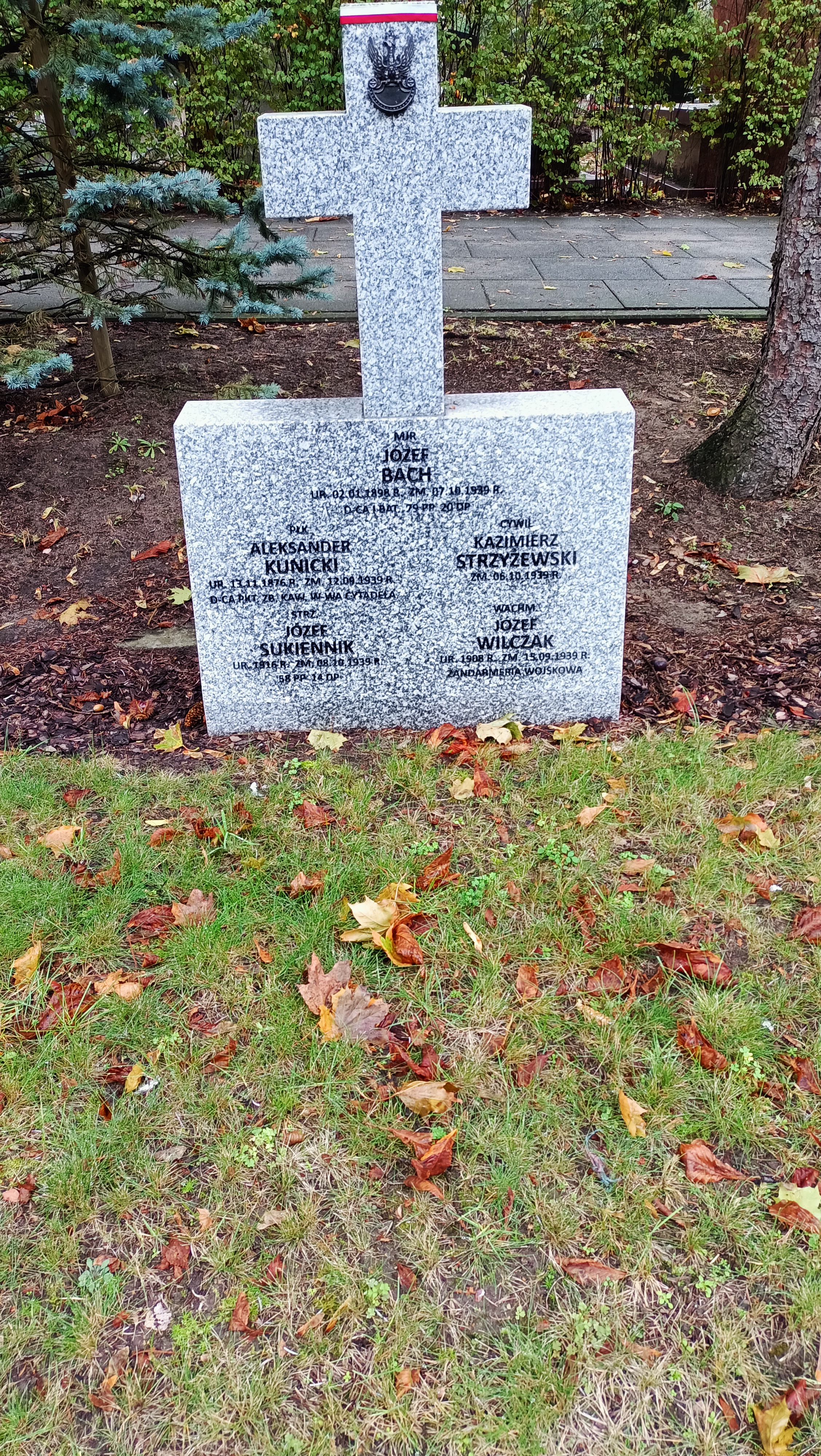
Grób Józefa Bacha na cmentarzu Wojskowym na Powązkach

Józef Kazimierz Bach (ur. 2 stycznia 1898 w Grabowcu, zm. 7 października 1939 w Warszawie) – major piechoty Wojska Polskiego, kawaler Orderu Virtuti Militari.

## Życiorys
Urodził się 2 stycznia 1898 w Grabowcu, w ówczesnym powiecie stryjskim Królestwa Galicji i Lodomerii, w rodzinie Franciszka. W 1909 rozpoczął naukę w c. k. Gimnazjum w Stryju. 10 lutego 1913 wystąpił z gimnazjum. W roku szkolnym 1913/1914 kontynuował naukę w gimnazjum. W roku 1916 zakończył naukę w klasie VI.
W dwudziestoleciu międzywojennym pełnił nieprzerwanie służbę w 79 pułku piechoty w Słonimie. 3 maja 1922 został zweryfikowany w stopniu porucznika ze starszeństwem od 1 czerwca 1919 i 2795. lokatą w korpusie oficerów piechoty. 19 marca 1928 prezydent RP nadał mu stopień kapitana z dniem 1 stycznia 1928 i 308. lokatą w korpusie oficerów piechoty. Na stopień majora został mianowany ze starszeństwem z 1 stycznia 1936 i 105. lokatą w korpusie oficerów piechoty. W marcu 1939 dowodził I batalionem pułku. Na czele tego pododdziału walczył w bitwie pod Mławą, a następnie w obronie Warszawy.
Zmarł 7 października 1939 w Szpitalu Ujazdowskim Warszawie, w następstwie odniesionych ran i został pochowany na Cmentarzu Wojskowym na Powązkach (kwatera C25, rząd 4, grób 18).

## Ordery i odznaczenia
- Krzyż Srebrny Orderu Wojennego Virtuti Militari nr 11794 – 29 września 1939[25]
- Srebrny Krzyż Zasługi – 18 marca 1932 „za zasługi na polu wyszkolenia wojska”[26][27]